# メナジオール
メナジオール（menadiol）はビタミンK4の形の一つ。化学的にはメナジオンの近縁種である。